# تشاك بالدوين
تشاك بالدوين (بالإنجليزية: Chuck Baldwin)‏ (و. 1952 – م) هو مقدم برامج إذاعية من الولايات المتحدة الأمريكية ولد في لا بورت.

## التعليم
تعلم في جامعة ليبرتي.